# Cryptosporidium
Genre
Espèces de rang inférieur
- Voir le texte

Cryptosporidium (les cryptosporidies) est un genre de  parasites unicellulaires pathogènes (zoonose) pour l'Homme, de l'embranchement Apicomplexa (les apicomplexés ou sporozoaires), capables de provoquer des diarrhées appelées cryptosporidioses chez plusieurs espèces de vertébrés (dont à sang chaud et dont l'homme). Ce sont des organismes qui commencent à être mieux connus, qui peuvent également causer des maladies sévères, dont des pancréatites. Chez les enfants en bas âge et chez des adultes immunodéprimés ou infectés par le VIH, ils provoquent une malnutrition secondaire pouvant être mortelle.
L'espèce la plus étudiée est Cryptosporidium parvum.

## Caractéristiques
- Deviennent inactifs par la congélation (-22 °C pendant 10 jours ou plus) ou par la chaleur (65 °C pendant 5-10 minutes).
- Ils développent rapidement par sélection une résistance à la majorité des désinfectants. La chloration de l'eau de consommation ou de l'eau des piscines ne suffit pas à détruire ce parasite.
- Ils peuvent être détruits par la lumière ultraviolette, l'ozonation et une stérilisation aqueuse.

Le premier cas a été découvert en 1976 et la cryptosporidiose est actuellement considérée comme un problème majeur de santé publique aux États-Unis et dans les pays en voie de développement, provoquant respectivement 2 et 6 % des cas de diarrhées graves.
Chez la souris et en laboratoire, l'interleukine 12 ( IL-12) semble avoir un rôle protecteur, comme elle en a contre d'autres parasites unicellulaires tels la leishmanie, le toxoplasme et une plasmodie.
Le génome du Cryptosporidium parvum a été séquencé en 2004 et s'est trouvé être inhabituel parmi les eucaryotes. En effet, les Cryptosporidium ne contiennent pas de mitochondries mais possèdent à la place un organite découvert récemment et appelé mitosome depuis 1999. Celui-ci n'ayant pas d'ADN mitochondrial, ses constituants ne peuvent avoir pour origine que l'ADN nucléaire.

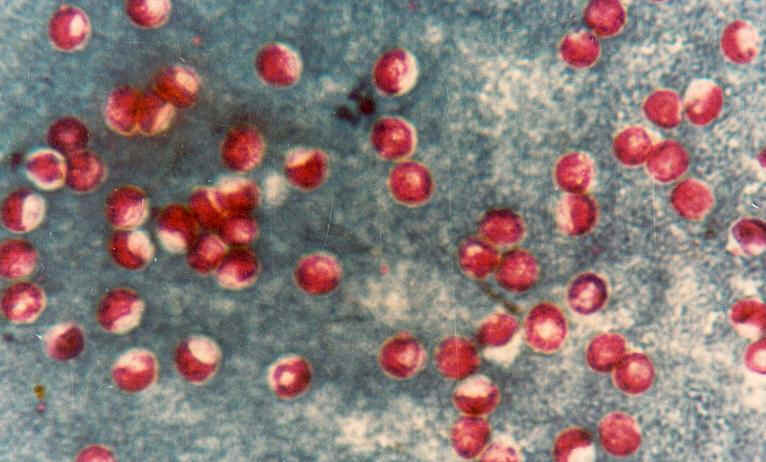
Oocystes (forme de résistance) de Cryptosporidium sp., colorés par la technique de Ziehl Nielsen

## Détection
Il peut être détecté dans le sol via son ARN, par PCR. Dans les selles, le diagnostic est porté par un examen parasitologique.

## Chez les bovins

### Importance
Ces espèces peuvent avoir un impact économique, dans les élevages bovins ou caprins notamment. Il s'agit d'une maladie cosmopolite, et certaines études annoncent que Cryptosporidium parvum est retrouvé dans environ 40 % des diarrhées néonatales du veau en Europe, et dans la moitié des cas il est isolé seul.

### Symptômes
Les symptômes sont ceux d'une entérite néonatale apparaissant en général à l'âge de 7 à 15 jours. Une cryptosporidiose clinique peut s'exprimer jusqu'à l'âge d'un mois. L'incubation est courte (5 jours) et la maladie est caractérisée par une diarrhée aigüe intermittente, verdâtre, aqueuse et nauséabonde. Ces signes digestifs sont accompagnés de dépression, de déshydratation, d'anorexie et de perte de poids.

### Traitement et prévention
Le traitement de la cryptosporidiose pose des difficultés car il n'existe aucune molécule totalement efficace, les anticoccidiens restants sans effet sur la cryptosporidiose.
Le lactate d'halofuginone est uniquement une aide permettant une diminution d'excrétion des ookystes et la réduction de la diarrhée. Toutefois, la réapparition des symptômes cliniques est fréquente à l'arrêt du traitement. D'autres molécules comme la paromomycine pourraient être intéressantes mais elles ne peuvent être utilisées en France, en raison d'une absence d'AMM. Un traitement symptomatique à base de pansements intestinaux (kaolin, pectine...) et de solutés de réhydratation sont généralement mis en place par le vétérinaire.

### Cryptosporidiose et santé publique
Il s'agit d'une zoonose. Le contact avec les animaux de ferme est considéré comme un facteur favorisant l'expression clinique de la maladie chez l'homme. L'identification précise des réservoirs de la maladie humaine reste néanmoins à établir.

## Espèces infectant l'homme
- Cryptosporidium parvum
- Cryptosporidium hominis (ou C. parvum génotype 1)
- Cryptosporidium canis
- Cryptosporidium felis
- Cryptosporidium meleagridis
- Cryptosporidium muris